# USS Alacrity (PG-87)
USS Alacrity (PG-87) je bila korveta izboljšanega razreda Flower, ki je med drugo svetovno vojno plula pod zastavo Vojne mornarice ZDA.

## Zgodovina
10. decembra 1942 je Kraljeva vojna mornarica predala Vojni mornarici ZDA korveto HMS Cornel (K278), ki jo je nato preimenovala. Ladjo so 22. septembra 1945 v Italijo, kjer so jo preuredili v trgovsko ladjo Rio Marina.